# Annie Golden
Annie Golden (Brooklyn, New York, 19 oktober 1951) is een Amerikaans zangeres en actrice die in meerdere films en musicals heeft gespeeld.
Golden begon haar carrière in 1975 als zangeres van The Shirts, een band waar ze tot 1981 bij bleef en waarmee ze hits had als Tell me your plans en Laugh and walk away. In 1977 speelde ze in de Broadwaymusical Hair en in 1979 in de gelijknamige verfilming hiervan.
Tussen 1990 en 1997 vormde ze samen met Frank Carillo het duo "Golden Carillo". Ze brachten drie albums uit en hadden vooral in Europa succes. Het duo schreef samen de meeste liedjes. In 1992 schreven ze voor de speelfilm Prelude to a kiss het nummer "Waiting for someone". In deze film speelt het duo een kleine rol als zichzelf.
Golden speelde in oktober 2001 Georgie in The Full Monty op Broadway, en in 2004 speelde ze nog eens in de concertversie van Hair. Op televisie speelde zij gastrollen in series als Cheers en Miami Vice. In 2013 kreeg zij de rol van Norma Romano in de Netflix-serie Orange Is the New Black.
- Bibliothèque nationale de France: cb14182135z (data)
- Gemeinsame Normdatei: 134387309
- International Standard Name Identifier: 0000 0000 5519 4771
- Library of Congress Control Number: nr93022754
- MusicBrainz: abacb02f-b1fd-4ce6-82b2-3b64de03894a
- Nationale Bibliotheek van Tsjechië: pag20221154290
- Nationale Bibliotheek van Israël: 987007437169705171
- Nationale Bibliotheek van Polen: a0000001256718
- Virtual International Authority File: 71602701
- WorldCat: E39PBJgmJFCbjhPBp7tyQtfjG3